# Mercedes Batidor Llabrés
Mercedes Batidor Llabrés, també coneguda esportivament com Merche Batidor, (Palma, Mallorca, 21 de juliol de 1972) és una exjugadora de rugbi mallorquina.
Jugadora de tercera línia, començà a practica rugbi amb l'INEFC Lleida i posteriorment jugà al Rugby Club l'Hospitalet, amb el qual guanyà tres Copes de la Reina (1997, 1998 i 2002) i cinc Campionats de Catalunya. Competí amb la selecció catalana i l'espanyola de rugbi, amb la qual disputà quaranta-set partits internacionals entre 1995 i 2002, i de la que fou capitana. Es proclamà Campiona d'Europa el 1995 i participà a diferents edicions del Torneig de les Sis Nacions. També participà al Campionat del Món de rugbi de 1998 i 2002, retirant-se al final d'aquesta temporada. Entre d'altres distincions, va rebre la medalla de bronze de la Federació Espanyola de Rugbi l'any 2000.

## Palmarès
Clubs
- 2 Campionats d'Espanya de rugbi femení: 1996-97, 1997-98 i 2001-02
- 5 Campionats de Catalunya de rugbi femení: 1996-97, 1998-99, 1999-00, 2000-01, 2001-02

Selecció espanyola
- 1 medalla d'or al Campionat d'Europa de rugbi femení: 1995
- 4 medalles d'argent al Campionat d'Europa de rugbi femení: 1996, 1999, 2000, 2001
- 1 medalla de bronze al Campionat d'Europa de rugbi femení: 1997